# Final del Campeonato Mundial de Clubes de la FIFA 2000
La final del Campeonato Mundial de Clubes 2000 se disputó el 14 de enero de 2000, en el Estadio Maracaná de Río de Janeiro, Brasil. Los dos ganadores de los partidos de semifinales, Corinthians y Vasco da Gama, se enfrentaron en un único partido que coronó al campeón del mundo. El equipo paulista venció a su rival en la definición por penales por 4-3, luego de terminar empatado en el tiempo reglamentario sin goles.
Fue la única final del mundial de clubes de una misma confederación de fútbol hasta cuando en el 2025, se disputó la final, entre el Chelsea FC ingles y el equipo frances del París Saint-Germain, con ganancia para el primero por 3-0, estos pertenecientes a la UEFA.
| Brasil            | vs. | Brasil              |
| Corinthians 0 (4) | vs. | Vasco da Gama 0 (3) |
| ----------------- | --- | ------------------- |

## Desarrollo
Fue un partido duro y con juego muy brusco, el árbitro neerlandés Dick Jol amonestó a ocho jugadores (cuatro de cada equipo). El partido terminó igualado sin goles en los noventa minutos reglamentarios. En el tiempo suplementario tampoco se modificó el marcador, llegando así a la definición por penales donde el Corinthians se quedaría con la victoria sobre su rival ante más de setenta mil espectadores en el Estadio Maracaná.

### Ficha
| 1          | Guardameta     | Dida                |       |
| 2          | Defensa        | Índio               |       |
| 16         | Defensa        | Fábio Luciano       |       |
| 3          | Defensa        | Adílson             |       |
| 6          | Defensa        | Kléber              |       |
| 7          | Centrocampista | Marcelinho Carioca  |       |
| 5          | Centrocampista | Vampeta             | 90+1' |
| 8          | Centrocampista | Freddy Rincón       |       |
| 11         | Centrocampista | Ricardinho          | 46'   |
| 9          | Delantero      | Luizão              |       |
| 10         | Delantero      | Edílson             | 113'  |
| Entrenador | Entrenador     | Oswaldo de Oliveira |       |

| 12         | Guardameta     | Helton        |      |
| 15         | Defensa        | Paulo Miranda |      |
| 3          | Defensa        | Odvan         |      |
| 4          | Defensa        | Mauro Galvão  |      |
| 13         | Defensa        | Gilberto      |      |
| 8          | Centrocampista | Juninho       | 96'  |
| 5          | Centrocampista | Amaral        |      |
| 6          | Centrocampista | Felipe        | 102' |
| 9          | Centrocampista | Ramon         | 111' |
| 11         | Delantero      | Romário       |      |
| 10         | Delantero      | Edmundo       |      |
| Entrenador | Entrenador     | Antônio Lopes |      |

| 20 | Centrocampista | Edu             | 46'   |
| 23 | Centrocampista | Gilmar          | 90+1' |
| 17 | Delantero      | Fernando Baiano | 113'  |

| 19 | Delantero | Viola         | 96'  |
| 23 | Delantero | Alex Oliveira | 102' |
| 7  | Delantero | Donizete      | 111' |

| Freddy Rincón      | Acierto de penal         | 1:0 |                           |               |
|                    |                          | 1:1 | Acierto de penal          | Romário       |
| Fernando Baiano    | Acierto de penal         | 2:1 |                           |               |
|                    |                          | 2:2 | Acierto de penal          | Alex Oliveira |
| Luizão             | Acierto de penal         | 3:2 |                           |               |
|                    |                          | 3:2 | Fallo de penal (Atajado)  | Gilberto      |
| Edu                | Acierto de penal         | 4:2 |                           |               |
|                    |                          | 4:3 | Acierto de penal          | Viola         |
| Marcelinho Carioca | Fallo de penal (Atajado) | 4:3 |                           |               |
|                    |                          | 4:3 | Fallo de penal (Desviado) | Edmundo       |

| Amonestado | 43'  | Freddy Rincón |
| Amonestado | 75'  | Adílson       |
| Amonestado | 97'  | Índio         |
| Amonestado | 113' | Luizão        |

| Amonestado | 16' | Felipe        |
| Amonestado | 33' | Amaral        |
| Amonestado | 54' | Paulo Miranda |
| Amonestado | 98' | Edmundo       |

| Árbitro             | Dick Jol        |
| Árbitros asistentes | Jens Larsen     |
| Árbitros asistentes | Fernando Cresci |

| 1          | Guardameta     | Dida                |       |
| 2          | Defensa        | Índio               |       |
| 16         | Defensa        | Fábio Luciano       |       |
| 3          | Defensa        | Adílson             |       |
| 6          | Defensa        | Kléber              |       |
| 7          | Centrocampista | Marcelinho Carioca  |       |
| 5          | Centrocampista | Vampeta             | 90+1' |
| 8          | Centrocampista | Freddy Rincón       |       |
| 11         | Centrocampista | Ricardinho          | 46'   |
| 9          | Delantero      | Luizão              |       |
| 10         | Delantero      | Edílson             | 113'  |
| Entrenador | Entrenador     | Oswaldo de Oliveira |       |

| 12         | Guardameta     | Helton        |      |
| 15         | Defensa        | Paulo Miranda |      |
| 3          | Defensa        | Odvan         |      |
| 4          | Defensa        | Mauro Galvão  |      |
| 13         | Defensa        | Gilberto      |      |
| 8          | Centrocampista | Juninho       | 96'  |
| 5          | Centrocampista | Amaral        |      |
| 6          | Centrocampista | Felipe        | 102' |
| 9          | Centrocampista | Ramon         | 111' |
| 11         | Delantero      | Romário       |      |
| 10         | Delantero      | Edmundo       |      |
| Entrenador | Entrenador     | Antônio Lopes |      |

| 20 | Centrocampista | Edu             | 46'   |
| 23 | Centrocampista | Gilmar          | 90+1' |
| 17 | Delantero      | Fernando Baiano | 113'  |

| 19 | Delantero | Viola         | 96'  |
| 23 | Delantero | Alex Oliveira | 102' |
| 7  | Delantero | Donizete      | 111' |

| Freddy Rincón      | Acierto de penal         | 1:0 |                           |               |
|                    |                          | 1:1 | Acierto de penal          | Romário       |
| Fernando Baiano    | Acierto de penal         | 2:1 |                           |               |
|                    |                          | 2:2 | Acierto de penal          | Alex Oliveira |
| Luizão             | Acierto de penal         | 3:2 |                           |               |
|                    |                          | 3:2 | Fallo de penal (Atajado)  | Gilberto      |
| Edu                | Acierto de penal         | 4:2 |                           |               |
|                    |                          | 4:3 | Acierto de penal          | Viola         |
| Marcelinho Carioca | Fallo de penal (Atajado) | 4:3 |                           |               |
|                    |                          | 4:3 | Fallo de penal (Desviado) | Edmundo       |

| Amonestado | 43'  | Freddy Rincón |
| Amonestado | 75'  | Adílson       |
| Amonestado | 97'  | Índio         |
| Amonestado | 113' | Luizão        |

| Amonestado | 16' | Felipe        |
| Amonestado | 33' | Amaral        |
| Amonestado | 54' | Paulo Miranda |
| Amonestado | 98' | Edmundo       |

| Árbitro             | Dick Jol        |
| Árbitros asistentes | Jens Larsen     |
| Árbitros asistentes | Fernando Cresci |

|                                 |
| Bandera de Brasil               |
| Campeón Corinthians 1.er título |